# Thomisus swatowensis
Thomisus swatowensis är en spindelart som beskrevs av Embrik Strand 1907. Thomisus swatowensis ingår i släktet Thomisus och familjen krabbspindlar. Inga underarter finns listade i Catalogue of Life.